# Onochaeta porcata
Onochaeta porcata är en skalbaggsart som beskrevs av Olof Peter Swartz 1817. Onochaeta porcata ingår i släktet Onochaeta och familjen Melolonthidae. Inga underarter finns listade i Catalogue of Life.